# Черкасское (Белгородская область)
Черкасское — село в Яковлевском районе Белгородской области России.
Входит в состав Бутовского сельского поселения.

## История
Десятая ревизия 1858 года насчитала в селе Черкасское 613 душ мужского пола. По состоянию на 1884 год в селе Черкасском Грайворонского уезда Бутовской волости имелось 252 двора (245 изб) и 1851 житель (969 муж., 882 жен.); также в селе имелись 11 «промышленных заведений» и кабак.

## География
Село расположено севернее села Бутово. Через него протекает река и проходят проселочные дороги. Проходящая через Черкасское автодорога выходит на автомобильную дорогу 14К-6

### Улицы
| - ул. Агеевка - ул. Заречная - ул. Конечная - ул. Кульма - ул. Луговая | - ул. Майорщина - ул. Озерная - ул. Плановая - ул. Титоровка - ул. Шаховка |

## Население
| 2002 | 2010 |
| ---- | ---- |
| 491  | ↘372 |